# Acalolepta holotephra
Acalolepta holotephra är en skalbaggsart som först beskrevs av Jean Baptiste Boisduval 1835.  Acalolepta holotephra ingår i släktet Acalolepta och familjen långhorningar.
Artens utbredningsområde är:
- Samoa.
- Vanuatu.

Inga underarter finns listade i Catalogue of Life.